# Chodnowice
Chodnowice (ukr. Хідновичі) – wieś na Ukrainie, na terenie obwodu lwowskiego, w rejonie jaworowskim (do 2020 roku w rejonie mościskim).
Wieś położona w powiecie przemyskim, była własnością Bazylego Hoszowskiego, została spustoszona w czasie najazdu tatarskiego w 1672 roku.
W II Rzeczypospolitej wieś w powiecie przemyskim w województwie lwowskim.
W 1944 nacjonaliści ukraińscy z OUN-UPA zamordowali tutaj 5 Polaków, w tym troje dzieci.
W latach 1960. do Chodnowic włączono chutor Chraplice.